# Острів Улак
Острів Улак (алеут. Yuulax̂) — острів у підгрупі островів Деларова Андреянівських островів у пасмі Алеутських островів Аляски. Улак знаходиться приблизно 6,4 км  на північний схід від острова Аматіньяк.

## Галерея

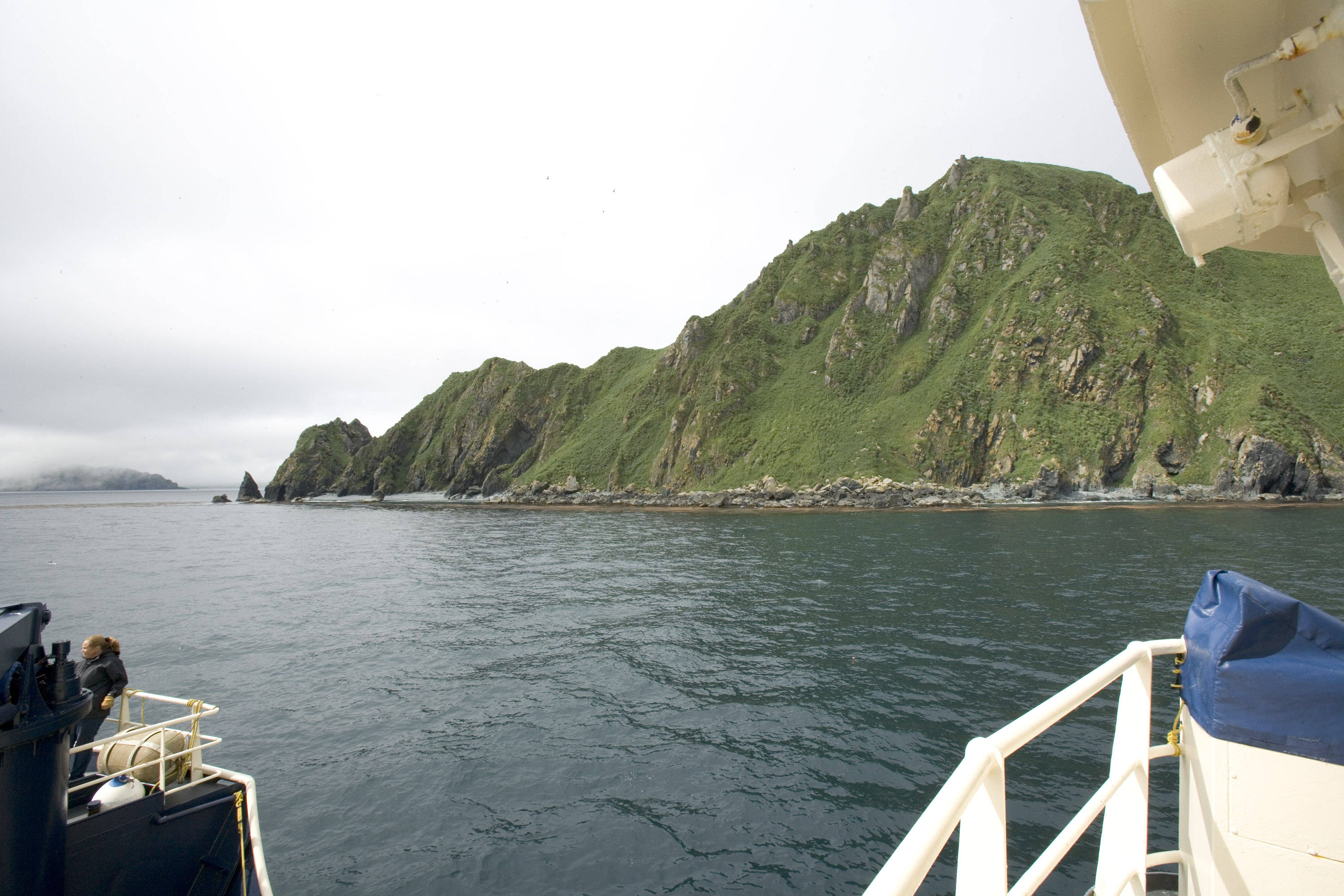
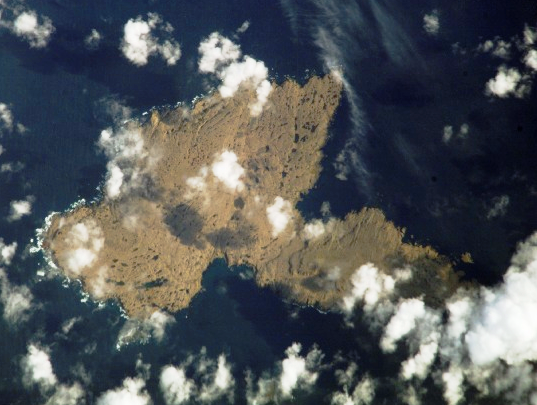
Фото НАСА острова Улак.

## Зовнішні посилання
- BA Drummond, BA und AL Larned: Біологічний моніторинг на центральних Алеутських островах, Аляска у 2007 році: підсумкові додатки. Звіт Служби охорони рибних ресурсів і дикої природи США AMNWR 07/06. Гомер, Аляска, 2007